# Västra Muskusträsket
Västra Muskusträsket är en sjö i Älvsbyns kommun i Norrbotten och ingår i Piteälvens huvudavrinningsområde. Sjön är 8,1 meter djup, har en yta på 1,54 kvadratkilometer och befinner sig 104,9 meter över havet. Sjön avvattnas av vattendraget Muskusbäcken.

## Delavrinningsområde
Västra Muskusträsket ingår i det delavrinningsområde (730098-172344) som SMHI kallar för Utloppet av Västra Muskusträsket. Medelhöjden är 136 meter över havet och ytan är 12,1 kvadratkilometer. Räknas de 2 avrinningsområdena uppströms in blir den ackumulerade arean 39,27 kvadratkilometer. Muskusbäcken som avvattnar avrinningsområdet har biflödesordning 3, vilket innebär att vattnet flödar genom totalt 3 vattendrag innan det når havet efter 91 kilometer. Avrinningsområdet består mestadels av skog (68 procent). Avrinningsområdet har 1,82 kvadratkilometer vattenytor vilket ger det en sjöprocent på 15,1 procent.